# Harlay (Adelsgeschlecht)
Die Harlay waren eine Familie des französischen Amtsadels, die vor allem vom 16. bis 18. Jahrhundert führend im Parlement de Paris aktiv war.
- Mit Achille I. de Harlay († 1616) und Achille III. de Harlay († 1712) stellte sie zwei Erste Präsidenten des Parlements von Paris.
- Mit François de Harlay († 1653) und François de Harlay († 1695) gehören zwei Erzbischöfe von Rouen zur Familie, letzterer war auch Erzbischof von Paris und Mitglied der Académie française
- Robert de Harlay († 1615) war als Grand Louvetier de France einer der Großoffiziere des Königs.
- Achille de Harlay de Sancy († 1646) war Abt von Saint-Benôit-sur-Loire, Gesandter im Osmanischen Reich und Bischof von Saint-Malo
- Roger de Harlay († 1669) war Bischof von Lodève

Die Herkunft der Harlay vermuten einige Autoren in England, andere in der Freigrafschaft Burgund und konkret in einem Ort Harlay, mit dem die Seigneurie Arlay gemeint ist, die sich im Besitz der Familie befunden haben soll, und die dann (spätestens Mitte des 13. Jahrhunderts) der Linie des Hauses Chalon gehörte, die das Fürstentum Orange erbte. Beide Vermutungen sind unbelegt.
Die Familie starb Mitte des 18. Jahrhunderts aus.

## Stammliste

### Erste Generationen
1. Gautier de Harlay († zwischen 23. Dezember 1401 und 12. Februar 1402[2]), 1397/98 im Dienst der Königin; ⚭ Louise de Barbizi, Tochter von André de Barbizi, Seigneur de Vauvilliers, und Françoise de La Guiche, oder Marie († vor ihrem Ehemann)
  1. Nicolas († nach 1447), Seigneur de Grandvilliers et de Nogent, 1411 volljährig, 21 Jahre alt, Kammerdiener des Königs (ab 1422) Karl VII., 1427 Écuyer im Marstall des französischen Regenten (1422–1427) John of Lancaster, 1. Duke of Bedford; ⚭ Gaillarde de Vaudrey (alias le Clerc), Tochter von Philibert de Vaudrey und Catherine de Soyecourt
    1. Jean († 1499 oder kurz danach), 1456 bezeugt, Écuyer, Seigneur de Granvilliers, Nogent et Cézy, 1461 Chevalier du Guet de Nuit de la Ville de Paris (Offizier der Pariser Nachtwache), 1464 Premer Échevin de la Ville de Paris, bestattet in einer Kapelle der Kirche Saint-Jean-en-Grève; ⚭ 1460 Louise Lhuillier, 1466 bezeugt, Tochter von Jean Lhuillier, Seigneur de La Motte-Égry et de Manicamp, und Jeanne de Vitry, bestattet im Chor der Kirche von Egry-en-Gâtinais
      1. Louis (* um 1463; † 17. Mai 1544), 1480 im Alter von 17 Jahren volljährig, Chevalier, Seigneur de Cézy, de Beaumont[3], Gernonville, Villeneuve-la-Perrée, Invault (1506), La Ferté-Loupière, Sancy, Champvallon, Saint-Aubin, Augère, Villiers-sur-Yonne, dann Baron de Montglat, 1498 Schöffe von Paris, wurde nach dem Einsturz des Pont Notre-Dame (25. Oktober 1499) am 9. Januar 1500 (n. St.) wegen Fahrlässigkeit und Veruntreuung seines Amtes enthoben, für unwählbar erklärt und mit einer Geldstrafe von 400 Livres belegt; ⚭ 22. September 1493 (Ehevertrag vom 16. September 1493)[4] Germaine Cœur (* um 1475; † 9. Dezember 1526), Baronne de Montglat, Dame de Beaumont, d’Augerville-la-Rivière et de Cézy, Tochter von Geoffroi Cœur (Sohn von Jacques Cœur), Seigneur de La Chaussée, Beaumont et Augerville, Schatzmeister und Mundschenk Ludwigs XI., und Isabeau Bureau (Tochter von Jean Bureau), Dame de Montglat
        1. Isabelle (* 26. November 1494), 1511 Profess in Longchamp
        2. Marie (* 29. April 1495; † jung)[5]
        3. Jacques (* 31. Januar 1496; † kurz nach 1559[6]), Chevalier, Baron de Montglat, Seigneur de Beaumont, de Cézy et de Grosbois[7]; ⚭ 14. November 1529[8] Anne de La Vernade († 1586), Dame de La Grange-Flandre, Tochter von Pierre de La Vernade, Seigneur de Brou et de Théméricourt, Maître des requêtes, und Anne Briçonnet
        4. Philippe (* 30. August 1499), geistlich bei den Filles-Dieu de Paris
        5. Jean (* 12. April 1500) 1524 Kommandeur und Ritter des Malteserordens
        6. Michel (* 16. August 1502; † 3. Mai 1503)
        7. Christophe (* 10. April 1504[9]; † 26. Juli 1573[10]), Seigneur de Beaumont (1540), d'Aulnay-sous-Boësses, de Digny et d'Échilleuses, 1531 Conseiller au Parlement, 1555 Président à mortier, bestattet in der Kirche von Beaumont; ⚭11. August 1530 Catherine du Val, Tochter von Germain du Val, Seigneur de Drancy, Fontenay etc., und Marie de Corbie, Dame de Mareuil et de Brévannes – Nachkommen siehe unten
        8. Louise (* 25. Januar 1505) Dame de Rupéreux; ⚭ (Ehevertrag vom 22. Januar 1520)[11] Claude de La Croix († 15. Dezember 1560), Baron de Plancy, Seigneur de Bouqueval et Saint-Léger-des-Aubées (1516), Vicomte de Semoine, Maitre des comptes
        9. Marie (* 15. August 1507), geistlich in der Abtei Notre-Dame de Jouarre
        10. Charlotte (* 20. September 1508), Nonne in der Abtei Notre-Dame de Malenoue
        11. Gui (* 6. April 1510; † klein)
        12. Valentine (* 9. Dezember 1511), Nonne in der Abtei Hautes-Bruyères
        13. Robert, Seigneur de Sancy et de Maule (en partie), 1543 Conseiller au Parlement; ⚭ 8. Dezember 1544 Jacqueline de Morainvillier († um 1618), Dame de Maule, Flacourt, Elleville, Septeuil, Dancourt et Pampou, Tochter von Guillaume de Morainvillier, Seigneur de Maule, de Morainvilliers etc., Capitaine et Bailli de Mantes, und Jacqueline de Garancières
          1. Nicolas (* 1546; † 17. Oktober 1629 in Paris), Chevalier de Harlay, Seigneur de Sancy, de Grosbois etc., Baron de Sancy, 1602 Baron de Maule, Conseiller du Roi en ses conseils, 1573 Maître des requêtes, 1575–1582 Gesandter in Deutschland und England, 1594 Surintendant des Finances und Surintendant des Bâtiments, Premier Maître d’Hôtel du Roi Henri IV, 1596 Colonel général des Cent Suisses, Gouverneur de Châlon-sur-Saône, Lieutenant-général du Roi en Bourgogne, 1604 Ritter im Orden vom Heiligen Geist; ⚭ 15. Februar 1575 Marie Moreau (* um 1555; † 27. März 1629[12]), Tochter von Raoul Moreau, Chevalier, Seigneur Châtelain d’Auteuil, du Tremblay, de Grosbois, Boësle et Sautour, Trésorier de l’Épargne, und Jacqueline Fournier
            1. Jacques (alias Gaspard) († jung)
            2. Nicolas (X 1601 bei der Belagerung von Ostende), Baron de Maule et de Sancy
            3. Achille (* 1581; † 26. November 1646), Abt von Saint-Benoît-sur-Loire, de Villeloin et de Sainte-Marie du Chasteliers, als Bischof von Lavaur nominiert, gab den geistlichen Stand nach dem Tod seines Bruders auf, 1611–1620 Gesandter im Osmanischen Reich, trat wieder in den geistlichen Stand ein, 1631 Bischof von Saint-Malo
            4. Henri († 1667), Baron de Maule, Seigneur de Pallemort et de Sancy, Mestre de camp d’infanterie, Capitaine de Cavalerie, 1627 geistlich
            5. François († jung)
            6. Charlotte († 1655), 1605 geistlich bei den Karmeliten in Paris; ⚭ 17. Dezember 1596 Pierre, Sire de Bréauté, Vicomte de Hotot (* 1581, † 5. Februar 1600 bei ’s-Hertogenbosch)
            7. Jacqueline (* um 1577; † 15. März 1618 in Lyon); ⚭ 11. Februar 1596 Charles de Neufville (* um 1566; † 18. Januar 1642 in Lyon), Marquis de Villeroi, Baron de Bury, Seigneur d’Alincourt et de Magny, Secrétaire d’État
            8. Catherine (getauft 7. November 1595); ⚭ Louis de Moy, Seigneur de La Mailleraye, de Cocherel et de Muzy-en-France († 2. November 1637 in Betteville-en-Auge), 1633 Ritter im Orden vom Heiligen Geist, Lieutenant du Roi en Normandie, Gouverneur du Vieux-Palais de Rouen, de Honfleur et de Pont-l’Évêque, Bailli de Caux
            9. Marthe, geistlich in Montivilliers

          2. Louis, Seigneur de Saint-Aubin, Gouverneur de Saint-Maixent
          3. Robert († 1607), 1582 Baron de Montglat etc., Premier Maître d’Hôtel du Roi (Henri IV.) nach der Demission seines älteren Bruders; ⚭ Françoise de Longuejoue (* um 1550; † 30. April 1633), 1600–1615 Gouvernante des Enfants de France, Tochter von Thibault de Longuejoue, Seigneur d’Iverny, und Madeleine Briçonnet, Witwe von Pierre de Foissy, Seigneur de Crenay)
            1. Jacques († in den Niederlanden), 1596 Malteserordensritter, Baron de Montglat
            2. Robert († 1615 nach einem Duell), Baron de Montglat, 27. Oktober 1612 Grand Louvetier de France
            3. Jeanne (* um 1573; † nach 1627), Baronne de Montglat, Gouvernante von Anne Marie Louise d’Orléans, duchesse de Montpensier (* 1627); ⚭ 13. Oktober 1599[13] Hardouin de Clermont († 6. Juli 1633), Seigneur de Saint-Georges etc.

          4. Jacques (* um 1552; † 2. Juni 1626[14]), 1573 Malteserordensritter, 1578 Commandeur de Cours et de Saint-Jean en l’Isle-lez-Corbeil
          5. Gaspard († jung)
          6. Marie; ⚭ 19. Januar 1570 Nicolas de La Boulaye († nach 1584), Seigneur de Jarrier, Gouverneur du Comté de Lauraguais
          7. Anne; ⚭ René de Dampont, Seigneur d’Issou
          8. (unehelich, Mutter: Argentine Marsiglin) Jean Marsiglin, bâtard de Harlay, genannt Argentin, 1627 legitimiert

        14. Louis (* 31. August 1513; † 10. Juni 1581), 1544 Seigneur de Cézy, de Champvallon etc.; ⚭ Louise Stuart-de-Carr († 21. Juni 1581), Dame de Saint-Quentin-le-Verger, Tochter von Gratien de Carr, Seigneur de Saint-Quentin et de Perigny, und Charlotte Jouvenel des Ursins
          1. Jean, Seigneur de Cézy, de Thesine etc; ⚭ 5. Juli 1580[15] Anne du Puy de Vatan, Dame de Saint-Valérien, Tochter von Philippe du Puy, Seigneur de Saint-Valérien, de Barmont etc., und Jeanne de Harlay
            1. Philippe (* 1582; † 4. Juni 1652), Comte de Cézy, Seigneur de Champvallon et d‘Angusse, Conseiller du Roi en tous ses conseils, 24 Jahre Diplomat im Osmanischen Reich, 1620–1631 als Botschafter; ⚭ 5. Oktober 1604 in Saint-Maur-des-Fossés, 18. Juli 1607 annulliert, Jacqueline de Bueil, Dezember 1604 Comtesse de Moret (* 1588; † Oktober 1651 in Vardes) Mätresse Heinrichs IV.; ⚭ (2) 1610 Marie de Bethune-Congy, Tochter von Florestan de Béthune, Seigneur de Congy, und Lucrèce Coste
              1. (2) Roger (* 1616 in Cézy; † 14. März 1669 in Pézenas), Comte de Cézy, 1657 zum Bischof von Lodève ernannt, 1658 geweiht, Seigneur de Lodève, Comte de Montbrun
              2. (2) François Antoine (X 23. September 1647 in Italien)
              3. (2) Lucrèce Chrétienne (* 11. September 1611 in Paris; † 5. Juni 1675), Comtesse de Cézy; ⚭ 11. Februar 1638[16] Louis de Courtenay (* 25. August 1610; † 23. November 1672), genannt Prince de Courtenay, Seigneur de Chevillon, de Bléneau et de Cézy
              4. Charlotte († 15. Januar 1688, 76 Jahre alt), Äbtissin von Sainte-Perrine nach ihrer Tante
              5. Marguerite († jung)

            2. Anne, Äbtissin von Sainte-Perrine bei Compiègne bis zur Verlegung der Abtei nach Villette bei Paris 1646

          2. Scipion, Seigneur de Saint-Quentin-le-Verger; ⚭ Marguerite d’Ancienville
          3. Jacques (* 1552; † 3. April 1630), Seigneur de Champvallon, de Pontchevron, de Perigny etc., Großstallmeister des Herzogs von Alençon, Mestre de camp seines Garderegiments und seiner leichten Kavallerie, Gouverneur von Sens, Großmeister der Artillerie der Liga, 1602 Ritter im Orden vom Heiligen Geist, Chambellan des Herzogs von Lothringen und dessen Intendant in Frankreich; ⚭ 20. August 1582 Catherine de La Marck, Dame de Bréval (* 24. August 1548; † 14. Mai 1634), Tochter von Robert IV. de La Marck, Herzog von Bouillon, Marschall von Frankreich, und Françoise de Brézé
            1. Achille (* 1584; † 3. November 1657), 31. Oktober 1623 1. Marquis de Bréval, Seigneur de Champvallon etc., Gesandter beim Herzog von Lothringen; ⚭ (1) 7. November 1609 Camille Odette Madeleine de Vaudétar († März 1633 in Bréval), Dame de Nerville, Tochter von Louis de Vaudétar, Seigneur de Persan et de Pouilly, und Anne Nicolai; ⚭ (2) 7. Mai 1634[17] Anne de La Barre, Tochter von Adam de La Barre, Seigneur de La Bausseraye, Witwe von François de Fortia, Seigneur du Plessis
              1. (1) Bathilde (* 1612; † 1668), Äbtissin von La Pommeraie in La Chapelle-sur-Oreuse
              2. (1) Elisabeth Marguerite († 4. Januar 1695) Äbtissin von La Virginité-des-Roches-l’Évêque, 1685 Äbtissin von Port Royal des Champs
              3. (1) François Bonaventure († 16. März 1682), Marquis de Bréval, Seigneur de Champvallon etc, Lieutenant général des Armées du Roi; ⚭ 27. April 1644 in Paris Geneviève Fortia du Plessis († 9. Mai 1677) Tochter von François Fortia, Seigneur du Plessis, Maître des Requêtes, und Anne de La Barre
                1. Louis (* 1648; X 11. August 1674 in der Schlacht bei Seneffe), genannt Marquis de Champvallon; ⚭ Mai 1671[18] Marie Anne de L’Aubespine (* 1642; † 17. März 1729 in Paris, 87 Jahre alt), Tochter von François de L’Aubespine, Marquis de Châteauneuf et d’Auterive etc., und Éléonore de Volvire
                  1. François (* um 1672; X 29. Juli 1693 in der Schlacht bei Neerwinden im Alter von 21 Jahren), Marquis de Bréval et de Champvallon etc.

                2. Marie Anne (* um 1648; † 25. September 1722 in ihrem 74. Lebensjahr), Priorin von Saint-Aubin bei Gournay-en-Bray, 1695 Äbtissin von Port Royal nach ihrer Tante, 1715 von Abbaye au Bois
                3. Anne Philippe (oder Anne Philiberte), wohl identisch mit
                4. Geneviève Françoise († 9. April 1728), Dame de Bréval; ⚭ 2. März 1695 Claude Philibert de Damas, Marquis de Thianges (* 1663; † 4. Januar 1708 in Bréval), Lieutenant général des Armées du Roi, Kommandant von Saint-Malo
                5. Marguerite

              4. (1) ? Louise (* 1624; † 1706)
              5. (1) Anne († Januar 1706), Äbtissin von Notre-Dame de Sens
              6. (1) Odette ⚭ ? NN de Vaudétar
              7. (1) Renée, geistlich
              8. (1) François (* 14. August 1625 in Paris; † 6. August 1695 in Conflans im 70. Lebensjahr), 1648 Abt von Saint-Victor in Paris, 1651 Abt von Jumièges, 1651 Erzbischof von Rouen, 1661 Commandeur des Ordres du Roi, 1671 Erzbischof von Paris und 1671 Mitglied der Académie française (Fauteuil 28), 1674 Duc de Saint-Cloud et Pair de France, 1690 vom König als Kardinal nominiert (was aber nicht mehr realisiert wurde), 1690 Marquis de Bréval, vermacht Bréval an Marie Louise de Harlay (1694–1749), Tochter von Achille (IV.) de Harley, siehe unten)

            2. Françoise (* 1584; † 1630) Äbtissin von La Pommeraie in La Chapelle-sur-Oreuse
            3. François (* 1585; † 22. März 1653 auf Schloss Gaillon, 68 Jahre alt), 1607 Abt von Saint-Victor de Paris, 1613 Koadjutor und 1615 Erzbischof von Rouen, 1644 Abt von Jumièges
            4. (unehelich, Mutter: Margarete von Valois) Frère Ange, Kapuzinermönch

          4. Charlotte, Dame de Bonnard, de Bassou et de Champvallon; ⚭ (1) 1563 Jean de La Rivière, Seigneur de Cheny, Capitaine et Bailli de Sens; ⚭ (2) 1563 François des Essarts, Seigneur de Sautour et de Sornery (X 17. September 1590 in Troyes), Lieutenant du Roi en Champagne – die Eltern von Charlotte des Essarts
          5. Tochter, geistlich in Saint-Louis de Poissy
          6. Tochter, geistlich in Notre-Dame de Jouarre

        15. Marie (* 17. April 1514), geistlich in Notre-Dame de Jouarre
        16. Madeleine (* 20. September 1515; † jung)
        17. Nicolas, Seigneur de Saint-Aubin et de Villiers-sur-Yonne
        18. Claude (* 21. August 1521), 1526 Malteserordensritter, Gentilhomme de la Chambre du Roi

      2. Adam († 29. Dezember 1490), 1485 volljährig im Alter von 19 Jahren, Chevalier du Guet
      3. Oudette († 30. Januar 1530); ⚭ 11. April 1470 Jean II. Le Bouteiller de Senlis († 1511), Seigneur de Moucy-le-Vieil, de Moucy-le-Neuf, de Messy et de Vineuil, Chevalier du Guet de Paris, Sohn von Jean I. Le Bouteiller de Senlis und Madeleine de Mouy
      4. Denise, 1488 bezeugt; ⚭ Robert de Montmirail († vor 1485), Seigneur de Chambourcy, Con seiller du Roi
      5. Ambroise, 1478/82 minderjährig
      6. Etiennette († 1515),1478 minderjährig; ⚭1483 Guillaume Aymeret († 1499), Seigneur de Gazeau et de Volvire, Conseiller au Parlement

    2. Gerard (alias Guiard, † nach 1477), 1467 Kanoniker an Sainte-Opportune in Paris

  2. Guillaume
  3. Jeannette

### Ab dem 16. Jahrhundert
1. Christophe (* 10. April 1504[19]; † 26. Juli 1573[20]), Seigneur de Beaumont (1540), Aulnay-sous-Boësses, Digny et Échilleuses, 1531 Conseiller au Parlement, 1555 Président à mortier, bestattet in der Kirche von Beaumont; ⚭11. August 1530 Catherine du Val, Tochter von Germain du Val, Seigneur de Drancy, Fontenay etc., und Marie de Corbie, Dame de Mareuil et de Brévannes – Vorfahren siehe oben
  1. Achille (I.) (* 7. März 1536; † 23. Oktober 1616[21] in Paris), Seigneur de Beaumont, September 1612 Comte de Beaumont (registriert 1649 (Parlement) bzw. 1650 (Chambre des comptes)), 1557 Conseiller au Parlement de Paris, 1572 Président à mortier au Parlement de Paris und Conseiller d’État, 1582 Premier Président du Parlement de Paris, Rücktritt 1611, bestattet in der Kirche von Beaumont; ⚭ 30. Mai 1568 Catherine de Thou, Dame de Cély, einzige Tochter von Christophe de Thou, Seigneur de Bonneuil, de Cély et de Génitoy, Bailli de Milly-en-Gâtinais et de Melun, 1562 Premier Président, und Catherine (alias Jacqueline) Tueleu, Dame de Cély
    1. Christophe (II.) (* um 1570; † 1615), Conseiller und 1582 Président du Parlement de Paris, Gesandter in England (1602–1607), 1613 Lieutenant- général au Gouvernement de Ville et Duché d‘Orléans, d’Étampes, et des Bailiages de Gien et de Montargis (registriert 1614), Bailli du Palais, 1612 zum Ritter im Orden vom Heiligen Geist ernannt; ⚭ 3. Juni 1599 Anne Rabot, Dame d’Illins, Erbtochter von Ennemond Rabot, Seigneur d’Illins, d’Hautefort etc., Premier Président du Parlement de Grenoble, und Anne de Bellièvre
      1. Anne Sophie († jung in England)
      2. Achille (II.) (* 1606; † 7. Juni 1671), Comte de Beaumont, Seigneur de Dollot, de Stains etc., Conseiller au Parlement de Paris (1628–1635), Maître des requêtes (1635–1661), Conseiller d’État et Procureur général (1661–1667); ⚭ 18. Oktober 1638 Jeanne-Marie de Bellièvre (* 1617; † 11. Februar 1657), Tochter von Nicolas de Bellièvre, Seigneur de Grignon, Président à mortier du Parlement de Paris, und Claude Brulart
        1. Achille (III.) (* 1. August 1639, † 23. Juli 1712), Chevalier, Comte de Beaumont, Seigneur de Grosbois-Sauny et de Dollot, Conseiller du Roi au Parlement (1657–1667), Procureur général (1667–1689), Premier président du Parlement de Paris (1689–1707), bestattet in Beaumont; ⚭ 12. Dezember 1667 Anne-Madeleine de Lamoignon (* 14. April 1649; † 8. Oktober 1671[22] auf Schloss Stains, bestattet in Saint-Eustache in Paris, Tochter von Guillaume de Lamoignon, Premier président du Parlement de Paris, Marquis de Basville, und Madeleine Potier de Blancmesnil d’Ocquerre
          1. Achille (IV.) (* 11. Juli 1668, † 23. Juli 1717), Comte de Beaumont, Marquis de Bréval, Conseiller au Parlement (1689), Avocat général (1691), Conseiller d’État (1697), bestattet auf dem Friedhof Saint-Paul in Paris; ⚭ 2. Februar 1693 Anne Renée Louise de Louët († 1751), einzige Tochter von Robert-Louis du Louët, Marquis de Coëtjanval, Dekan des Parlement de Bretagne, und Renée Le Borgne de Lesquisiou
            1. Marie Louise (alias Louise Madeleine) (* 1694; † 7. November 1749); ⚭ 7. September 1711 auf Schloss Beaumont Christian Louis de Montmorency-Luxembourg, Duc et Prince de Tingry (* 9. Februar 1675; † 23. November 1746 in Paris), Lieutenant-général des Armées du Roi et de la Province de Flandre, 1734 Marschall von Frankreich

          2. Marie Madeleine († 28. November 1700), geistlich bei den Filles de Sainte-Elisabeth in Paris

        2. Pomponne († jung), Seigneur de Dollot
        3. Achille († jung)
        4. Pomponne (* um 1648; † 28. März 1670 im Alter von 22 Jahren)
        5. Marie († 29. August 1709); ⚭ 17. Februar 1663 François le Bouteiller de Senlis, Marquis de Moucy, Maréchal de camp (X 29. August 1709 in Flandern)
        6. Magdelène, Anne, Elisabeth und Geneviève, geistlich

      3. Charles († 1636), Baron d’Illins et de Dollot
        1. (unehelich) Maurice de l’Isle († 9. März 1679 in Baulne-en-Gâtinais), Seigneur du Perray près Beaumont et de Richecourt près Bellegarde; ⚭ Jeanne de Preschereaui († 21. November 1659), Tochter von André Preschereau und Jeanne Hardy
          1. Achille Auguste de l’Isle (* 26. Oktober 1632 in Baulne)
          2. Charles de l’Isle (* 2. September 1635)
          3. Marie de l’Isle († 6. März 1689), Dame du Perray et de Richecourt; ⚭ (Ehevertrag 25. Juni 1646) Antoine Danty, Procuereur au Parlement de Paris, Seigneur de Boischambault en Beauce († 26. November 1664)

      4. Christophe Auguste, Abt von Saint-Urbain de Châlons, 1642 Seigneur de Cely, de Bonneuil etc.; ⚭ 24. September 1642 Francoise Charlotte de Thou (* um 1612; † nach 167), Dame de Bonneuil, Erbtochter von René de Thou, Seigneur de Bonneuil et de Cély, und Marie Faye-d’Espeisses
        1. Nicolas Auguste (* 1647; † 2. April 1704[23] im Alter von 57 Jahren), Comte de Cély, Seigneur de Bonneuil etc., 1672 Conseiller au Parlement, 1675 Maître des Requêtes, 1681 Intendant en Bourgogne de la Généralité de Dijon, 1686 Conseiller d’État, 1681/82 Ambassadeur extraordinaire et plénipotentiaire in Frankfurt am Main und 1697 für den Frieden von Rijswijk; ⚭ 20. Dezember 1670[24] Anne Françoise Louise Marie Boucherat († 23. November 1730 in Paris), Tochter von Louis Boucherat, Comte de Compans, Kanzler von Frankreich, Commandeur des Ordres du Roi, und Anne Françoise de Loménie de Brienne
          1. Louis Achille Auguste (* 4. Februar 1679; † 27. Dezember 1739 in Paris im 61. Lebensjahr), Comte de Cély etc., 1696 Conseiller au Parlement, 1707 Maître de Requêtes, Intendant von Pau (1712–1715). Metz (1715–1719?), Straßburg (1717 und 1724–1727?) und Paris (1726–1739), 1721 Conseiller d’État; ⚭ 5. November 1698[25] Marie Charlotte de La Vie, Erbtochter von Gabriel Ignace de La Vie, Maître des Requêtes, und Catherine de Pas-Feuquières
            1. Louis Charles Achille (* um 1699/1700; † 14. August 1717[26] im 17. Lebensjahr an den Pocken), Comte de Compans
            2. 2 Kinder († jung)

          2. Louis François Achille († 14. Februar 1714), Abt von Sainte-Colombe de Sens
          3. Jacques Auguste († jung), Malteserordensritter
          4. Claude Elisabeth († 20. August 1757); ⚭ 20. April 1690 Adrien Alexandre de Hanyvel (oder Hannivel) de Mannevillette, Marquis de Crèvecoeur, 1693 Président à mortier au Parlement († 1701[27])
          5. Anne Françoise[28] († 20. Februar 1735 in Paris); ⚭ 6. Mai 1693 Louis de Vieilbourg, Marquis de Mienne en Nivernois, Comte de Thou etc., Lieutenant général des Provinces de Nivernois et de Donzois, Colonel du Régiment de Beauvaisis (X 18. Juli 1695 bei der Belagerung von Namur), Sohn von René de Vieilbourg, Marquis de Mienne, und Françoise Marie Bretel de Grimonville
          6. Catherine Charlotte (* 1683; † 9. Dezember 1710 in Paris)

      5. Anne Catherine († 1626 in Arinthod); ⚭ 1618 Claude Gabriel de Mouchet de Batefort, Seigneur de Laubespin, de Bornet, de Toissia, de Sainte-Colombe, Bon de Tramelai, d’Arinthos, Châteauneuf et Fétigny (* 25. Januar 1591 in Poligny, † 25. August 1657 in Brüssel), Kommandeur des Santiagoordens, Sohn von Lionel de Mouchet de Batefort und Barbe de Laubespin
      6. Elisabeth Marie und Claire, geistlich in Le Paraclet
      7. Marie Marguerite († jung) geistlich in Montfleury bei Grenoble
      8. Charlotte Marguerite († jung)
      9. Ennemonde Joachim († nach 1666); ⚭(1) 1615 Jean Claude, Marquis de Nerestang, Baron d’Entremond (* 1591; † 2. August 1639 bei der Belagerung von Turin[29]), Grand Maître de l’Ordre de Notre-Dame de Mont-Carmel et de Saint-Lazare de Jerusalem; ⚭(2) 1642 Charles des Essars, Seigneur oder Marquis de Maigneux, 1597 Gouverneur von Montreuil

  2. César († jung)
  3. Charles († 1617), Baron de Dollot, Gesandter in Deutschland, Polen und der Schweiz
  4. Marie († vor 1573); ⚭ (Ehevertrag vom 4. Februar 1559) Antoine de Montliard, Seigneur de Rumont-en-Gâtinais, de Fromont et d’Isy, Sohn von Dimanche de Montliard, Seigneur de Rumont, und Françoise de Ligerettes
  5. Germaine und Judith († jung)
  6. Anne; ⚭ Philippe du Puy de Vatan, Seigneur de Saint-Valérien, Conseiller au Parlement de Paris